# Cockpitbeleuchtung

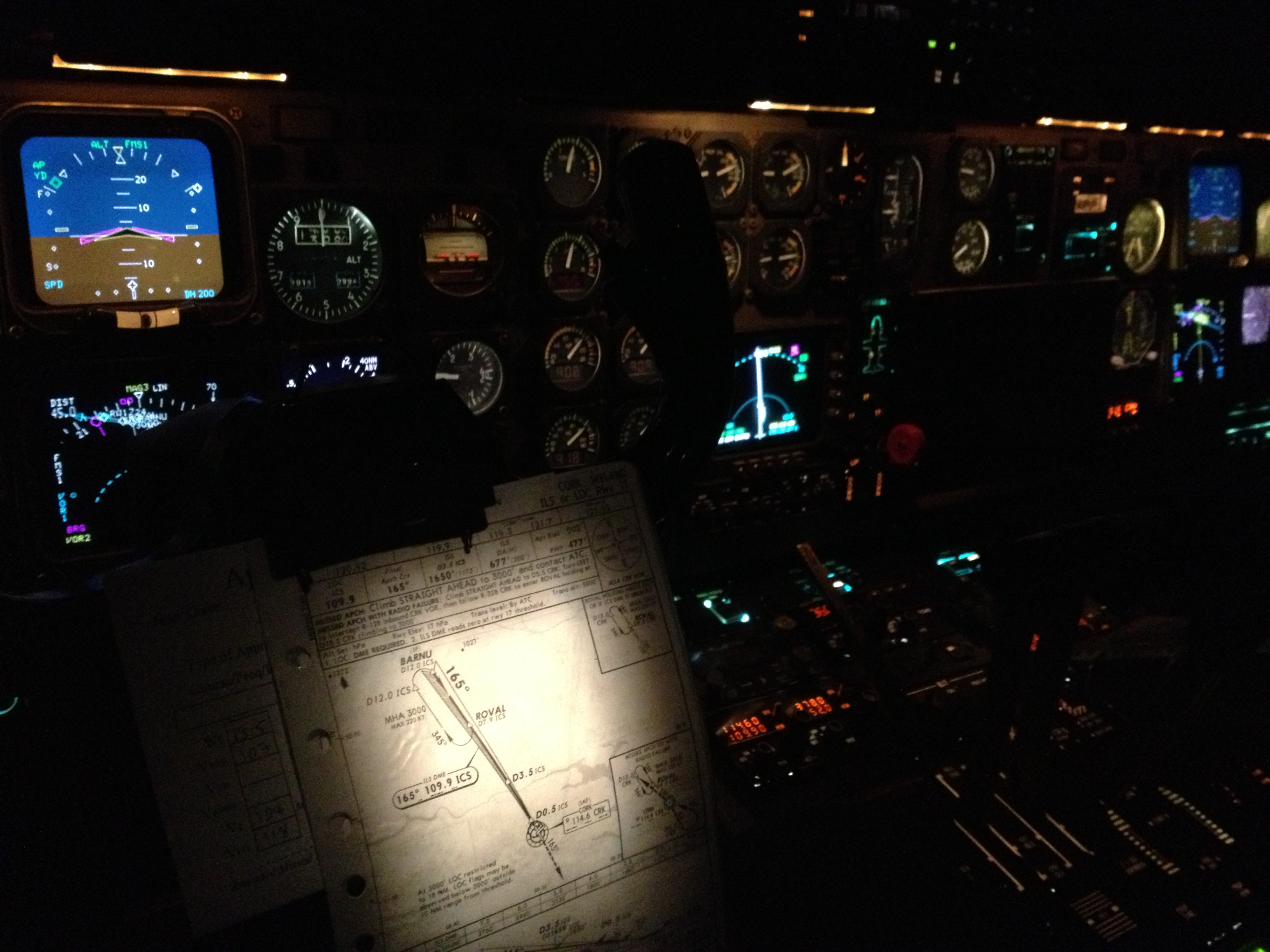
Cockpit bei Nacht

Als Cockpitbeleuchtung bezeichnet man die Gesamtheit der Geräte zur Lichterzeugung mit Hilfe einer künstlichen Lichtquelle in einem Cockpit. Zweck ist es, der Cockpitbesatzung bei jeder Wetterlage und Tageszeit das Lesen der Instrumente, Anzeigen und wichtiger Unterlagen zu ermöglichen. Die Cockpitbeleuchtung umfasst Lampen, Strahler, die in der Bedientafel integrierte Beleuchtung sowie beleuchtete Anzeigen und Schalter. Die Cockpitbeleuchtung wird in vier Sektoren aufgeteilt:
- Cockpitdeckenbeleuchtung
- Warn- und Anzeigenlampen
- Konsolenbeleuchtung
- Instrumentenbeleuchtung

Bei anderen Flugzeugen kann die Aufteilung der Beleuchtungskomponenten abweichend klassifiziert werden; für das Airbusmodell A321 werden beispielsweise folgende Komponenten angeführt:
- allgemeine Beleuchtung des Cockpitinstrumentenbretts, der  Instrumente und der Arbeitsflächen
- integrale Beleuchtung der Instrumentenbretter und der Instrumente
- Testsystem für die Anzeigebeleuchtung
- Verdunklungssystem (dimming system) für die Anzeigebeleuchtung

Die direkte Beleuchtung läuft in der Regel mit 28 V Gleichspannung (der Bordspannung der meisten Flugzeuge), die integrierte Beleuchtung mit 5 V Wechselspannung. Die Beleuchtung ist in der Regel stufenlos regelbar, ebenfalls kann die Farbe des Lichts zwischen weiß, rot und fluoreszierend gewählt werden.

## Sonstiges
In dem US-amerikanischen Spielfilm Der Stoff, aus dem die Helden sind erzählt der Schauspieler Ed Harris in seiner Filmrolle als Major John Herschel Glenn Jr. die Geschichte von einem Zwischenfall, bei dem er nur aufgrund einer ausgefallenen Cockpitbeleuchtung nachts zurück zu seinem Flugzeugträger fand, weil er dadurch dessen biolumineszentes Kielwasser erkannte.
Eastern-Air-Lines-Flug 401 stürzte ab, nachdem eine defekte Leuchte die Piloten so stark ablenkte, dass sie nicht mitbekamen, dass sie zu niedrig flogen.